# Hencovce
Hencovce (in ungherese Hencfalva) è un comune della Slovacchia facente parte del distretto di Vranov nad Topľou, nella regione di Prešov.